# Жерех
Обыкновенный жерех, или шелеспёр (лат. Leuciscus aspius), — вид лучепёрых рыб семейства карповых.

## Народные названия
Жерех, жерих, черех, белесть, белезна, красногубый жерех, аральский же́рех, шилишпёр

## Описание
Жерех отличается от других рыб тёмной синевато-серой спиной, серебристо-сероватыми боками и белым брюхом. Спинной и хвостовой плавники серые, с тёмными концами; нижняя часть хвоста несколько длиннее верхней; остальные плавники красноватые у основания и сероватые к концу, голова несколько удлинённая, с выдающейся кверху нижней челюстью. Эта рыба вырастает до 120 см в длину и веса в 12 кг. Но обычно размер 80 см при весе 1,5 - 2 кг. Может жить до 15 лет.

## Распространение
Жерех обитает практически во всех больших и средних реках, впадающих в Чёрное и Каспийское моря, более редок в реках Азовского и Балтийского морей. Встречается и в Средней Азии — Амударье, Сырдарье и озере Балхаш, а также в Германии и Франции.

## Образ жизни
Жерех — это житель равнинных рек, избегает водоёмов со стоячей водой. Предпочитает держаться у поверхности на течении в устьях впадающих мелких рек и после перекатов. В этих местах встречается крупными стаями. А вот в местах со слабым течением, в озёрах и водохранилищах старается избегать больших скоплений. 
Молодь жереха питается червями, мелкими ракообразными, насекомыми. Однако вырастая до 30—40 см, жерех уже становится типичным хищником, поедает мальков рыб, но продолжает питаться крупными насекомыми (жуки, бабочки, стрекозы) и, в меньшей мере, червями. Зубы у жереха находятся в гортани, питается небольшими рыбками.

## Использование
Жерех не имеет особого значения с точки зрения промыслового рыболовства, поскольку не обладает выдающимися вкусовыми качествами и редко держится большими стаями. Однако является популярным объектом ловли у рыболовов-любителей. Особенно - у спиннингистов. По словам Л.П.Сабанеева, "...Ужение этой рыбы принадлежит к числу самых трудных".

Жерех, пойманный на воблер